# Nikolaj Kroeglov sr.
Nikolaj Konstantinovitsj Kroeglov sr. (Russisch: Николай Константинович Круглов) (Oblast Nizjni Novgorod, 31 januari 1950) is een Sovjet-Russisch voormalig biatleet. 
Kroeglov zijn zoon Nikolaj won in 2006 de olympische zilveren medaille op de estafette.

## Carrière
Kroeglov werd in 1974 wereldkampioen op de estafette, een jaar later werd Kroeglov wereldkampioen op de niet olympische sprint. Tijdens de Olympische Winterspelen 1976 won Kroeglov de gouden medaille op de beiden onderdelen, de individuele wedstrijd en de estafette.

## Belangrijkste resultaten

### Olympische Winterspelen
| Jaar | Plaats    | Resultaten                               |
| ---- | --------- | ---------------------------------------- |
| 1976 | Innsbruck | 20 km individueel · 4 x 7,5 km estafette |

### Wereldkampioenschappen
| Jaar | Plaats        | Resultaten                                                      |
| ---- | ------------- | --------------------------------------------------------------- |
| 1974 | Minsk         | 17e 20 km individueel · 6e 10 km sprint · 4 x 7,5 km estafette  |
| 1975 | Rasen-Antholz | 20 km individueel · 10 km sprint · 4 x 7,5 km estafette         |
| 1976 | Rasen-Antholz | 10 km sprint                                                    |
| 1977 | Lillehammer   | 6e 20 km individueel · 10 km sprint · 4 x 7,5 km estafette      |
| 1978 | Hochfilzen    | 5e 20 km individueel 22e 10 km sprint 4e 4 x 7,5 km estafette   |
| 1979 | Ruhpolding    | 17e 20 km individueel · 14e 10 km sprint · 4 x 7,5 km estafette |